# Tribunal Regional do Trabalho da 9.ª Região
O Tribunal Regional do Trabalho da 9ª Região, com sede em Curitiba, Estado do Paraná, é um órgão da Justiça do Trabalho, pertencente ao Poder Judiciário da República Federativa do Brasil, o qual exerce jurisdição em todo território do Estado do Paraná em matérias que envolvam questões trabalhistas ou previdenciárias decorrentes de contratos de trabalho.

## História
O Tribunal Regional do Trabalho da 9ª Região, também conhecido pelas siglas TRT9 e TRT-PR, foi criado pela Lei nº 6.241/75, cuja jurisdição inicialmente abrangia os estados do Paraná e de Santa Catarina, situação que permaneceu até o ano de 1981, quando foi instituído o Tribunal Regional do Trabalho da 12ª Região, que passou a exercer a jurisdição trabalhista no estado catarinense.
Antes da promulgação da mencionada lei, o território paranaense estava submetido à jurisdição do Tribunal Regional do Trabalho da 2ª Região, com sede em São Paulo (capital).

## Composição
O Tribunal Regional do Trabalho paranaense é composto por 31 desembargadores, e o presidente para o biênio 2020-2021 é o desembargador Sérgio Murilo Rodrigues Lemos. Na vice-presidência está o desembargador Célio Horst Waldraff e na corregedoria-regional a desembargadora Nair Maria Lunardelli Ramos. 
Além disso, são membros do Poder Judiciário Trabalhista no Paraná outros 91 juízes titulares de vara e cerca de 90 juízes do trabalho substitutos. 

## Funcionamento
As normas sobre a estrutura e o funcionamento do TRT9 estão definidas em seu Regimento Interno. 

## Varas do Trabalho
Confira a lista das Varas do Trabalho nas cidades paranaenses de A a F.
Confira a lista das Varas do Trabalho nas cidades paranaenses de G a Z

## Processo Eletrônico
O Tribunal Regional do Trabalho da 9ª Região, que desde 2009 já contava com três varas do trabalho atuando no processo judicial eletrônico, concluiu em 2011 a implantação em todas as suas varas. Neste mesmo ano, entrou em funcionamento o Escritório Digital, sistema de peticionamento desenvolvido pela própria casa e, a partir de 2012, a intimação eletrônica do Ministério Público do Trabalho, Advocacia Geral da União, Procuradoria Geral Federal e Procuradoria da Fazenda Nacional, além dos Auxiliares do Juízo.